# Tunne Kelam
Tunne-Väldo Kelam (* 10. Juli 1936 in Taheva, Estland) ist ein estnischer Politiker. Er gehörte von 2004 bis 2019 dem Europäischen Parlament an.

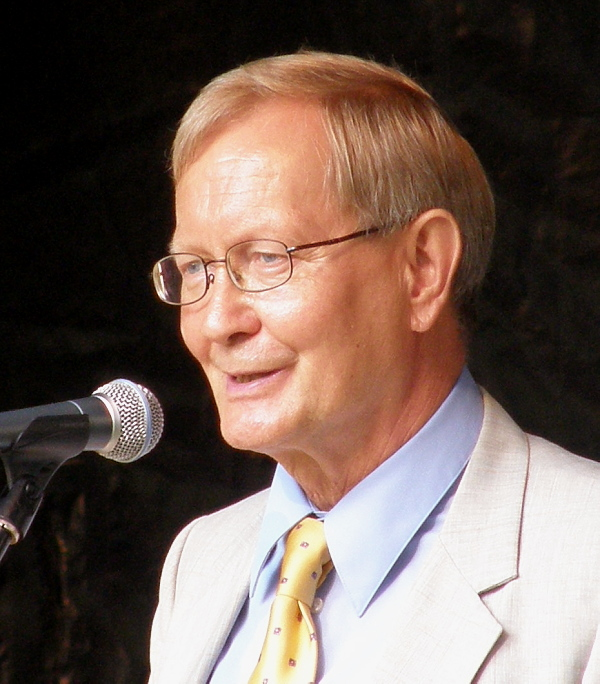
Tunne Kelam (2007)

## Ausbildung
Tunne Kelam wurde als Tunne Sink in Südestland geboren. Sein Vater war der evangelisch-lutherische Geistliche, Künstler und Lyriker Peeter Sink (1902–1957), seine Mutter die Komponistin Marje Sink (geb. Gildemann, 1910–1979).
Er legte 1954 sein Abitur in Tallinn ab und studierte Geschichte an der Staatlichen Universität Tartu. Von 1959 bis 1965 war er wissenschaftlicher Mitarbeiter am estnischen Staatsarchiv. Von 1959 bis 1970 war er darüber hinaus Lektor und Dozent für Internationale Beziehungen bei der Vereinigung Teadus.
Von 1965 bis 1975 arbeitete Tunne Kelam als leitender Redakteur für das umfassende Lexikonwerk „Enzyklopädie Sowjet-Estlands“ (Eesti Nõukogude Entsüklopeedia), wurde jedoch wegen anti-sowjetischer Ansichten von seinen Aufgaben entbunden. Offiziell als Mitarbeiter der Estnischen Nationalbibliothek geführt, durfte er seinen Beruf bis 1979 nicht ausüben. Danach war er mit politisch irrelevanten Aufgaben betraut, unter anderem als Arbeiter in einer Hühnerfarm.

## Dissident
In der Zeit der Perestroika Ende der 1980er Jahre wurde Tunne Kelam zu einem der führenden Dissidenten Estlands. Er gründete 1988 mit Weggefährten die Estnische Nationale Unabhängigkeitspartei (Eesti Rahvusliku Sõltumatuse Partei). 1989/90 war er Mitglied des „Estnischen Zentralkomitees der Bürger“ (Eesti Kodanike Peakomitee), das sich für die Loslösung von der Sowjetunion und Wiedererlangung der estnischen Unabhängigkeit starkmachte. Von 1990 bis 1992 war Kelam Vorsitzender des Estnischen Komitees, des exekutiven Arms des „Estnischen Kongresses“, der mit dem Obersten Sowjet (später Obersten Rat) um die politische Macht in Estland konkurrierte.

## Politiker
Mit der Wiedererlangung der estnischen Unabhängigkeit und dem Zusammentritt des freigewählten estnischen Parlaments (Riigikogu) im Sommer 1992 wurde Tunne Kelam Parlamentsabgeordneter. Von 1992 bis 2003 war er stellvertretender Parlamentspräsident.
Von 1993 bis 1995 war Tunne Kelam Vorsitzender der Estnischen Nationalen Unabhängigkeitspartei. 1995 fusionierte die Partei unter seiner Führung mit der Nationalen Allianz „Pro Patria“ zur rechts-konservativen Vaterlandsunion (Isamaaliit), deren Vorsitzender er von 2002 bis 2005 war. 2002/2003 war Kelam Vertreter des estnischen Parlaments im Europäischen Konvent.
2004 wurde Tunne Kelam als einer von sechs estnischen Abgeordneten in das Europäische Parlament gewählt. Bei den Europawahlen 2009 und 2014 konnte er seinen Sitz in Straßburg behaupten.
Kelam wurde als EU-Politiker im Mai 2015 von Russland mit einem Einreiseverbot belegt.

## Privatleben
Tunne Kelam ist mit der Politikerin und Bibliothekarin Mari-Ann Kelam (* 1946) verheiratet. Er hat eine Tochter aus früherer Ehe. Tunne Kelams Bruder ist der estnische Komponist Kuldar Sink (1942–1995).